# Station Barzkowice
Station Barzkowice is een spoorwegstation in de Poolse plaats Barzkowice.